# Club Olimpo 2010-2011

## Rosa
| N. |                      | Ruolo | Calciatore          |
| -- | -------------------- | ----- | ------------------- |
| 1  | Argentina (bandiera) | P     | Matías Ibáñez       |
| 2  | Argentina (bandiera) | D     | Marcelo Mosset      |
| 3  | Argentina (bandiera) | D     | Cristian Villanueva |
| 4  | Argentina (bandiera) | D     | Eduardo Casais      |
| 5  | Uruguay (bandiera)   | C     | Roberto Brum        |
| 7  | Argentina (bandiera) | C     | David Vega          |
| 8  | Argentina (bandiera) | C     | Juan Pablo Scheffer |
| 9  | Paraguay (bandiera)  | A     | Nestor Bareiro      |
| 12 | Argentina (bandiera) | P     | Laureano Tombolini  |
| 13 | Argentina (bandiera) | D     | Diego Reynoso       |
| 14 | Argentina (bandiera) | C     | Juan Cobo           |
| 15 | Argentina (bandiera) | C     | Marcelo Ricci       |
| 16 | Argentina (bandiera) | A     | Pablo Jerez         |
| 18 | Argentina (bandiera) | C     | Diego Galván        |
| 19 | Argentina (bandiera) | P     | Ezequiel Viola      |
| 20 | Argentina (bandiera) | A     | Alejandro Aorte     |

| N. |                      | Ruolo | Calciatore           |  |
| -- | -------------------- | ----- | -------------------- |  |
| 21 | Argentina (bandiera) | C     | Facundo Castillón    |  |
| 22 | Argentina (bandiera) | D     | Diego Flamenco       |  |
| 23 | Argentina (bandiera) | C     | Esteban González     |  |
| 24 | Argentina (bandiera) | C     | Damian Bicciconti    |  |
| 25 | Argentina (bandiera) | C     | Edgar Scalco         |  |
| 26 | Argentina (bandiera) | D     | Franco Antognoli     |  |
| 27 | Uruguay (bandiera)   | D     | Juan Tejeda          |  |
| 28 | Argentina (bandiera) | A     | Marcos Litre         |  |
| 30 | Argentina (bandiera) | C     | Martín Aguirre       |  |
|    | Colombia (bandiera)  | A     | José Adolfo Valencia |  |
|    | Argentina (bandiera) | A     | Ezequiel Miralles    |  |
|    | Argentina (bandiera) | A     | Ezequiel Maggiolo    |  |
|    | Argentina (bandiera) | D     | Federico Domínguez   |  |
|    | Argentina (bandiera) | C     | Damian musto         |  |
|    | Argentina (bandiera) | A     | Pablo Lugüercio      |  |